# 联合国安全理事会第1822号决议
《联合国安理会1822号决议》是联合国安全理事会于2008年6月30日在第5928次会议上通过的一项决议。
该决议重申将继续对基地组织、乌萨马·本·拉丹、塔利班及其他被列入联合国安理会1267号决议和联合国安理会1333号决议编制的综合名单中的个人、团体、企业和实体继续制裁，并表示欣见联合国秘书长在秘书处内指定一位协调人负责处理各个人、团体、企业和实体从上述综合名单中除名的申请。
该决议还表示鼓励各国向1267号决议专设委员会点名举报各个人、团体、企业和实体，供其列入综合名单，并规定了列名和除名的相应程序。